# سعيد المطيري
سعيد المطيري (بالإنجليزية: Saeed Al-Mutairi) ولد في 24 سبتمبر 1968 في الرياض، هو لاعب رماية سعودي. كان أول ظهور رسمي للمطيري في الأولمبياد في دورة الألعاب الأولمبية الصيفية 1996 في أتلانتا. شارك أيضا في الألعاب الأولمبية الصيفية 2000 في سيدني ثم الألعاب الأولمبية الصيفية 2004 في أثينا حيث حقق أفضل رقم له عندما أصاب ما مجموعه 120 هدفاً في التصفيات، وانتهى في المركز السابع عشر. مشاركته الأولمبية الرابعة كانت في الألعاب الأولمبية الصيفية 2008 في بكين.

## روابط خارجية
- سعيد المطيري على موقع أوليمبيديا (الإنجليزية)
- سعيد المطيري على موقع أوليمبيديا (الإنجليزية)